# Gai Papiri Carbó (pretor)
Gai Papiri Carbó (en llatí Caius Papirius Carbó) va ser un magistrat romà. Formava part de la gens Papíria, i era de la família dels Carbó.
Va ser nomenat pretor l'any 168 aC i va rebre com a destinació la província de Sardenya. Però sembla que no hi va arribar a anar perquè el senat li va demanar que es quedés a Roma per exercir com a jutge en els casos de disputa entre ciutadans i peregrins (peregrinus).